# Великий триумвират
Великий триумвират
В контексте американской политики Великий триумвират (также известный как Бессметрное трио) был триумвиратом, состоявшим из трех государственных деятелей, которые доминировали в американской политике большую часть первой половины 19-го века: Генри Клея из Кентукки, Дэниела Уэбстера из Массачусетса и Джона Кэлхуна из Южной Каролины. Их взаимодействие в значительной степени определило политическую историю США при Второй партийной системе. Все трое были очень активны в политике и в разное время занимали пост государственного секретаря, были конгрессменами в Палате представителей и Сенаторами.
Клей, самый старший из триумвирата, первым появился на политической сцене, выступив в качестве адвоката бывшего вице-президента Аарона Бёрра в судебном процессе по делу о его государственной измене и отработав два коротких срока в Сенате, прежде чем был избран спикером Палаты представителей двенадцатого Конгресса. Кэлхун был впервые избран в состав этого Конгресса, и его дружба и идеологическая близость с Клеем позволили ему стать известным как лидер фракции военных ястребов, агитировавших за войну с Великобританией, которая в конечном итоге была объявлена. Уэбстер был впервые избран в Конгресс в 1813 году и быстро стал ведущим антивоенным федералистом. Позже Уэбстер спорил с Клеем и Кэлхуном по послевоенным вопросам, таким как учреждение Второго банка Соединенных Штатов и введение тарифа 1816 года. После 14-го Конгресса Кэлхун стал военным министром, а Уэбстер отказался от переизбрания, чтобы сосредоточиться на своей юридической практике в Бостоне, которая привела его в Верховный суд по таким известным делам, как Дартмутский колледж против Вудворда, Гиббонс против Огдена и Маккалоуч против Мэриленда, в которых он представлял Банк Соединенных Штатов.
Все трое оказались в Сенате в 1832 году, после того как Кэлхун ушел в отставку с поста вице-президента и был избран в Сенат в разгар нуллификационного кризиса и оставались там до самой смерти, за исключением сроков пребывания Уэбстера и Кэлхауна на посту государственного секретаря и президентских кампаний Клея в 1844 и 1848 годах. Во время нахождения представителей триумвирата в Сенате, в США постепенно росло политическое напряжение, в особенности из-за споров по поводу статусу рабства в стране. Поскольку Клей, Уэбстер и Кэлхун представляли собой разные части Соединённых штатов того времени и, соответственно, настроения людей, триумвират отражал противоположные точки зрения американского народа и был его голосом в правительстве. Дебаты, приведшие к компромиссу 1850 года, были последним крупным вкладом троицы в американскую историю, поскольку вскоре их затмило новое поколение политических лидеров, таких как Джефферсон Дэвис, Уильям Сьюард и Стивен Дуглас.
Уже во время дебатов по поводу компромисса 1850 года Кэлхун был настолько болен, что не смог произнести свою речь против него, и позволил сенатору от Виргинии Джеймсу Мейсону прочитать ее за него, пока он находился в зале. Кэлхун умер всего две недели спустя, а в течение трех лет та же участь постигла Клея и Уэбстера.